# ناحیه تیمیمون
ناحیه تیمیمون (به عربی: دائرة تیمیمون) یک ناحیه در الجزایر است که در استان ادرار واقع شده‌است.

## خصوصیات
ناحیه تیمیمون ۴۱٬۲۷۹ نفر جمعیت دارد.

## کمون‌ها
- تیمیمون
- اولاد سعید